# Вільний параметр
Ві́льний пара́метр (англ. free parameter) — змінна в математичній моделі, яку не може бути передбачувано точно або обмежувано цією моделлю, і мусить бути оцінювано експериментально або теоретично. Математична модель, теорія або припущення правдоподібніше є вірними і менш правдоподібно є результатом прийняття бажаного за дійсне, якщо вони спираються на небагато вільних параметрів, і узгоджуються з великими обсягами даних.